# نيوتري آسيا
نيوتري آسيا (بالإنجليزية: NutriAsia) هي شركة أغذية فلبينية تأسست عام 1991.

## العلامات التجارية
- ألكوبرو
- أميهان
- بيجتو
- داتو بوتي
- جولدن فييستا
- جوفران
- لوكالي
- مافران
- مانج توماس
- نيليكوم
- بابا
- سيلفير سووان
- يو إف سي

## الشركات التابعة
- شركة ديلمو نتي باسيفيك المحدودة
- شركة فيرست بي جي إم سي للصناعات المحدودة